# Richard Davalos
Richard Davalos (New York, 5 november 1930 – Burbank, 8 maart 2016) was een Amerikaans acteur. 
Hij werd geboren in het New Yorkse stadsdeel The Bronx en was getrouwd met actrice Ellen Davalos (Ellen van der Hoeven) en was de vader van Elyssa Davalos en grootvader van Alexa Davalos (bekend uit The Chronicles of Riddick). Davalos was te zien in films als East of Eden, Death Hunt en Cool Hand Luke.
Davalos speelde ook mee in de televisieserie Bonanza.

## Filmografie
- Biblioteca Nacional de España: XX4981676
- Bibliothèque nationale de France: cb141693213 (data)
- Gemeinsame Normdatei: 1132343089
- International Standard Name Identifier: 0000 0001 1461 8627
- Library of Congress Control Number: no2008146852
- Nationale Bibliotheek van Israël: 987007339443805171
- Istituto Centrale per il Catalogo Unico: MODV594038
- Virtual International Authority File: 305406072
- WorldCat: E39PBJpPF7HM7kGXVFMRdgdhHC